# 4172 Rochefort
4172 Rochefort è un asteroide della fascia principale. Scoperto nel 1982, presenta un'orbita caratterizzata da un semiasse maggiore pari a 2,2729593 UA e da un'eccentricità di 0,0943071, inclinata di 2,18621° rispetto all'eclittica.